# Tuchen-Klobbicke
Tuchen-Klobbicke ist ein Ortsteil der amtsangehörigen Gemeinde Breydin im Landkreis Barnim in Brandenburg. Bis zur Eingemeindung am 27. September 1998 war Tuchen-Klobbicke eine eigenständige Gemeinde. Diese Gemeinde wiederum entstand am 19. Mai 1974 durch den Zusammenschluss der Gemeinden Tuchen und Klobbicke. Tuchen-Klobbicke gehört seit 1992 dem Amt Biesenthal-Barnim an.

## Geografie

### Lage
Die etwa 1500 Hektar umfassende Gemarkung von Tuchen-Klobbicke im nördlichen Gebiet des Barnim, an den sich in der Nähe des Ortes des waldreichen Gebiete des Eberswalder Urstromtals anschließen. Das Naturschutzgebiet Nonnenfließ-Schwärzetal führt entlang des Nonnenfließes quer durch die Gemarkungsfläche und auch zwischen den beiden Dörfern Tuchen und Klobbicke entlang, im Westen schließt sich das Waldgebiet Krähenberge an. In der Umgebung von Tuchen-Klobbicke befinden sich noch weitere Fließe, unter anderem der Alte Trampegraben.
Tuchen-Klobbicke setzt sich aus den beiden Dörfern Tuchen und Klobbicke zusammen, deren Ortszentren etwa anderthalb Kilometer voneinander entfernt liegen. Weitere zu Tuchen-Klobbicke gehörende Wohnplätze sind Mittelmühle und Neuemühle, wobei Mittelmühle unmittelbar an Tuchen grenzt und Neuemühle im Norden des Ortsgebietes liegt. Die Gemarkung von Tuchen-Klobbicke grenzt im Norden an den Eberswalder Ortsteil Spechthausen, im Osten an Trampe, im Süden an den Ortsteil Heckelberg der Gemeinde Heckelberg-Brunow, im Westen an den Ortsteil Grüntal der Gemeinde Sydower Fließ und im Nordwesten an den Melchower Ortsteil Schönholz.

### Verkehrsanbindung
Durch Tuchen-Klobbicke führt die Kreisstraße 6006 zwischen Biesenthal und Trampe. Diese bindet den Ort an die fünf Kilometer westlich liegende Landesstraße 29 und die drei Kilometer östlich verlaufende Bundesstraße 168, die nach Müncheberg und Eberswalde führt, an. Der nächstgelegene Autobahnanschluss ist die Abfahrt Lanke an der Bundesautobahn 11, diese ist etwa 15 Kilometer von Tuchen-Klobbicke entfernt.
Die nächstgelegene Bahnanbindung befindet sich am Bahnhof Biesenthal an der Bahnstrecke Berlin–Stettin. Mit der Buslinie 918 (Eberswalde–Werneuchen) sind sowohl Tuchen als auch Klobbicke an den öffentlichen Personennahverkehr angebunden.

## Geschichte

### Tuchen
Der Name Tuchen taucht erstmals im Jahr 1208 als Personenname Alexander von Tuchem in einer Urkunde des Markgrafen von Brandenburg Albrecht II. auf. 1232 wurde der Ort als Pfarrdorf erstmals erwähnt. Das Straßendorf diente damals den Rittern Alexander und Rudolf von Tuchem als Wohnsitz. Nach Reinhard E. Fischer ist der Name eine Übertragung des Ortsnamens von Tucheim, einem heutigen Ortsteil der Stadt Genthin in Sachsen-Anhalt. Im Landbuch Karls IV. der Mark Brandenburg wurde Tuchen im Jahr 1375 als Dorf mit 44 Hufen und einer Feldmark von 2640 Morgen angegeben. Im Lauf der Zeit kam das Gut Tuchen in den Besitz der Adelsfamilie von Holtzendorff, da diese den Ort Ende des 16. Jahrhunderts wieder an den Kurfürsten von Brandenburg verkauften.
1595 lebten in Tuchen zwei Hüfner, acht Kossäten und ein Müller. Der Ort stand unter der Verwaltung des königlich-preußischen Domäneamtes Biesenthal und hatte 1634 ein Vorwerk. Die Bewohner des Ortes hatten Kriegssteuern zu entrichten, diese beliefen sich auf 150 Taler, drei Groschen und sechs Pfennig in bar sowie Getreideabgaben. 1682 gab es in Tuchen einen Ortsbrand, dem das gesamte Dorf zum Opfer fiel. 1734 lebten im Ort wieder 94 Einwohner. Am 25. Juni 1750 kam es in Tuchen zu einem einen Brand auslösenden Blitzschlag, bei dem wiederum ein großer Teil des Ortes zerstört wurde. Ab 1763 gab es in Tuchen eine Schule. Das Gutsvorwerk Tuchen wurde im folgenden Jahr aufgelöst und das Land auf fünf „eingewanderte Ackersleute“ aufgeteilt. Im Zuge der Bildung von Landkreisen und Provinzen innerhalb Preußens kam die Gemeinde Tuchen an den Landkreis Oberbarnim im Regierungsbezirk Potsdam. 1820 wurde die Ortsgrenze zwischen Tuchen und dem benachbarten Klobbicke neu definiert, die Grenze bildete nun das zwischen den beiden Orten vorbeifließende Nonnenfließ. Das Amt Biesenthal wurde 1839 aufgelöst und die einzuziehenden Renten auf das Rentamt Neustadt-Eberswalde übertragen.
Im Jahr 1864 wurde das neue Schulhaus an der Kirchstraße neu gebaut, dieses wurde 1929 wiederum durch ein größeres Gebäude ersetzt. Zu DDR-Zeiten befand sich nördlich von Tuchen eine Funksendestelle der Dienststelle Blumberg.

### Klobbicke

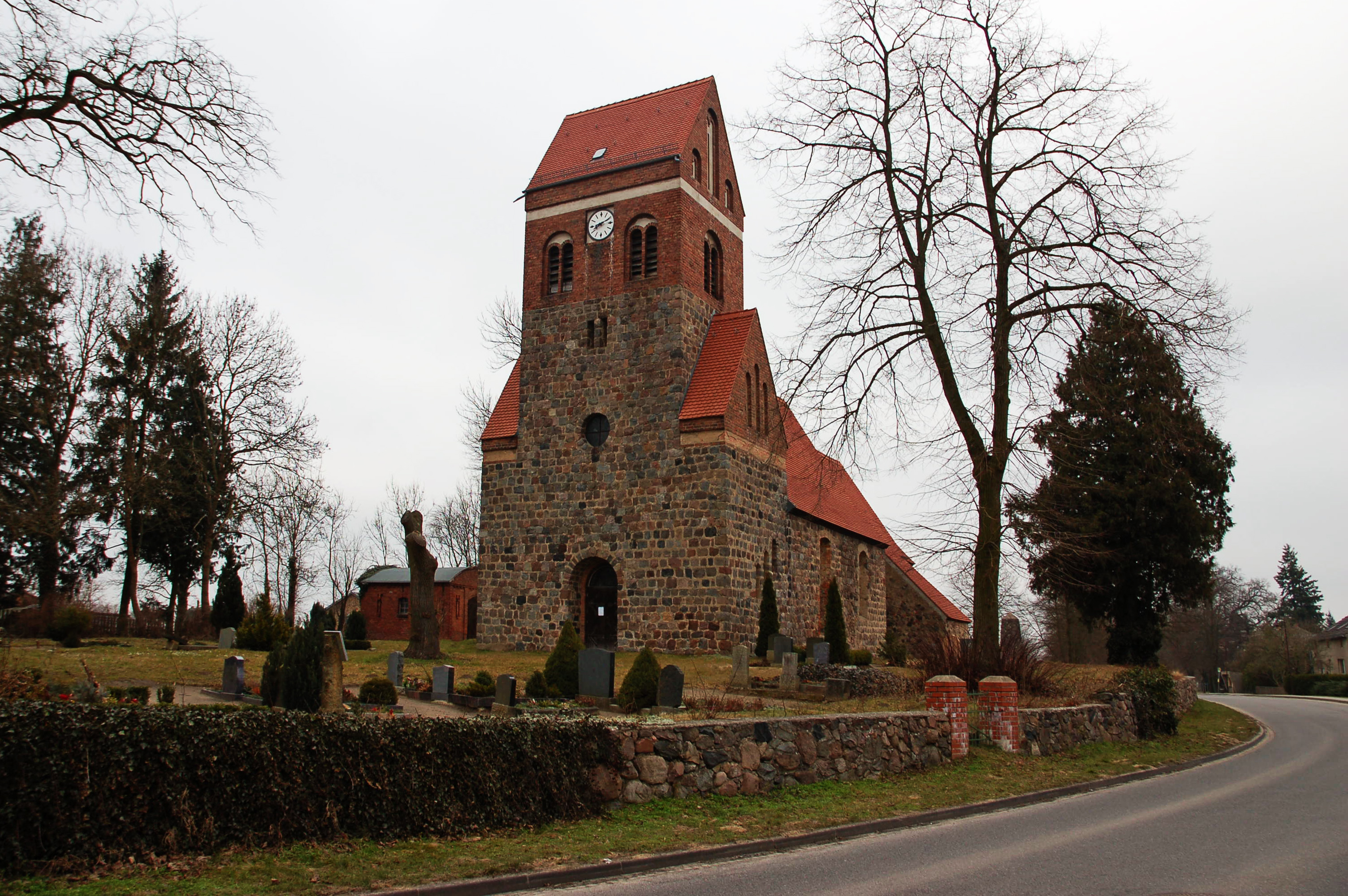
Dorfkirche Klobbicke

Bereits um das Jahr 1280 herum wurde in Klobbicke eine Dorfkirche errichtet, was auf eine Existenz des Ortes zu dieser Zeit hindeutet. Erstmals urkundlich erwähnt wurde der Ort im Jahr 1323 als Clobbik. Über den Ortsnamen gibt es mehrere Deutungstheorien: Nach Reinhard E. Fischer stammt der Ortsname aus einer slawischen Sprache und bedeutet übersetzt „Hut“, was metaphorisch für eine Landerhebung steht. Möglich ist auch der Bezug des Ortsnamens auf das westlich des Ortes liegende Nonnenfließ, das im 14. Jahrhundert vermutlich Beke oder Globeke geheißen haben könnte. Unterstützt wird letztere Vermutung von der Bedeutung des altslawischen Wortes „gluboko“ für die Lage an einem tiefen Gewässer. Im Landbuch der Mark Brandenburg aus dem Jahr 1375 ist der Ort als Dorf Klobik verzeichnet, der Ort hatte 46 Hufen und ein Rittergut mit herrschaftlichem Schloss. 1624 gab es in Klobbicke 18 Herrschaftshufen, vier Pfarrhufen, eine Kirchenhufe sowie sechs freiwillige Hufen, dazu kamen 17 Bauern, neun Kossäten, ein Hirte, ein Pachtschäfer, zwei Müllern und ein Schmied. Während des Dreißigjährigen Krieges brannte der Ort im Jahr 1640 bis auf zwei Gehöfte ab, 1662 wurde die Kirche bei einem Feuer zerstört. 1676 kaufte der brandenburgische Kurfürst den Ort Klobbicke von der Witwe des früheren Besitzers Friedrich von Blumenthal ab. 1694 wurde unter Aufsicht des Amtes Biesenthal ein Vorwerk mit einem großen Wirtschaftshof errichtet.
1715 erfolgte der Kirchenneubau. Im Jahr 1785 wurden in Klobbicke 198 Einwohner gezählt, 1817 zählte man im Ort zusammen mit den Siedlungen Bornemannspfuhl, Neue Mühle und Mittelmühle 212 Einwohner. Ebenfalls 1817 wurde der Landkreis Oberbarnim gegründet, der von dort an die übergeordnete Verwaltungseinheit zur Gemeinde Klobbicke darstellte. In der folgenden Zeit stieg die Bevölkerungszahl immer weiter an, sodass man 1840 bereits 330 Einwohner verzeichnen konnte. 1850 ließ der Müller Lehmann südwestlich von Klobbicke eine Windmühle errichten. 1870 kam es in Klobbicke zu einem Schulneubau, im Zuge dessen wurde später auch die Lehrerwohnung neu gebaut.

### Gemeinde Tuchen-Klobbicke
Bereits im Jahr 1952 fand in der DDR eine Kreisreform statt, bei denen der Landkreis Oberbarnim aufgelöst und das Gebiet um Tuchen und Klobbicke dem Kreis Eberswalde im Bezirk Frankfurt (Oder) zugeteilt wurde. Am 19. Mai 1974 fusionierten die Gemeinden Tuchen und Klobbicke zu der neuen Gemeinde Tuchen-Klobbicke. Nach der Wende lag diese Gemeinde im Landkreis Eberswalde in Brandenburg. Der Landkreis Eberswalde wurde bei der brandenburgischen Kreisreform im Dezember 1993 aufgelöst, seitdem liegt Tuchen-Klobbicke im Landkreis Barnim und gehört dem Amt Biesenthal-Barnim an. Am 27. September 1998 wurde die Gemeinde Tuchen-Klobbicke als Ortsteil in die Gemeinde Breydin eingegliedert.

## Sehenswürdigkeiten
Die Dorfkirchen der beiden Dörfer Tuchen und Klobbicke sind in der Denkmalliste des Landes Brandenburg als Baudenkmäler verzeichnet.

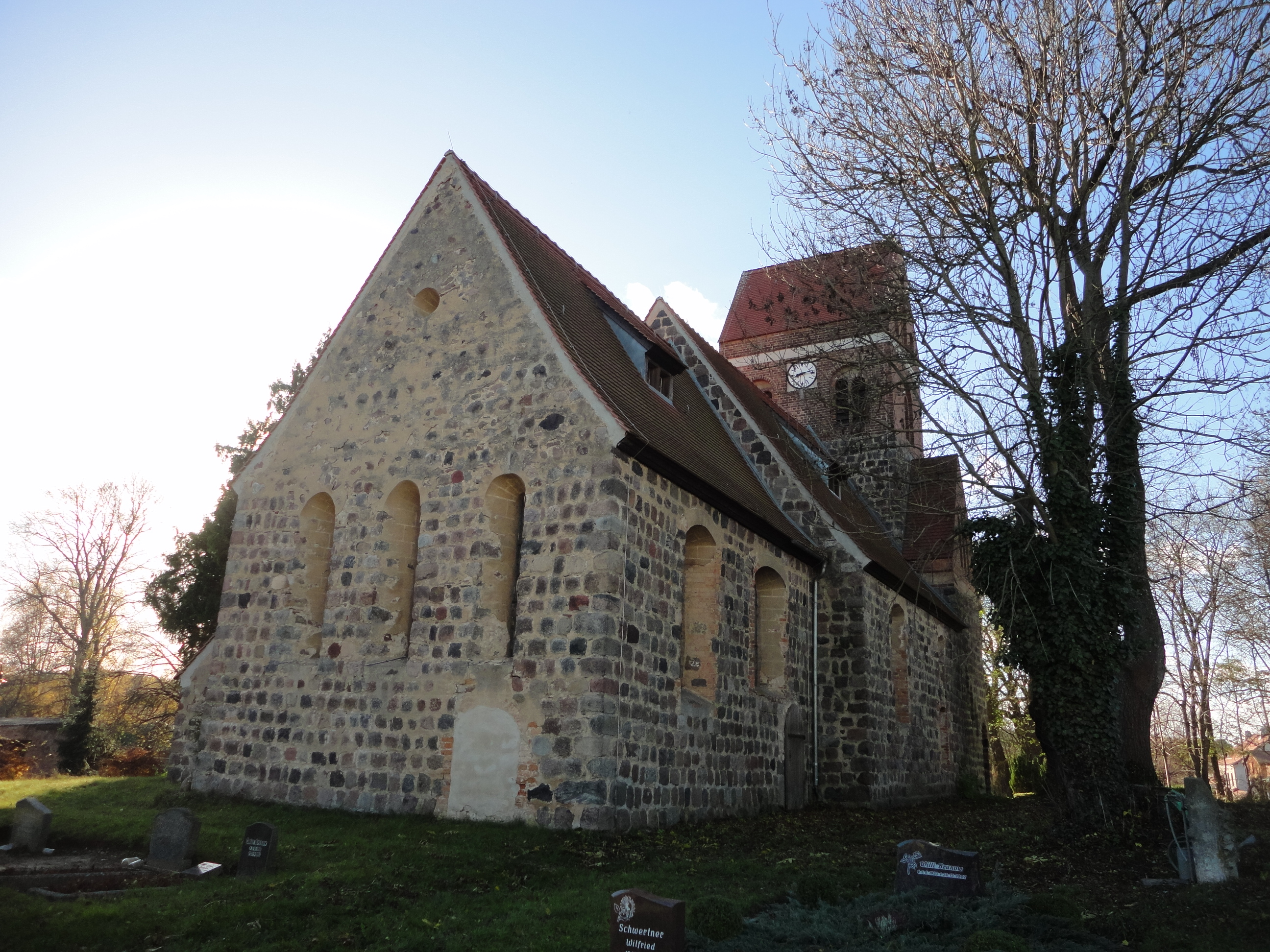
Dorfkirche Klobbicke mit Ansicht von Nordosten
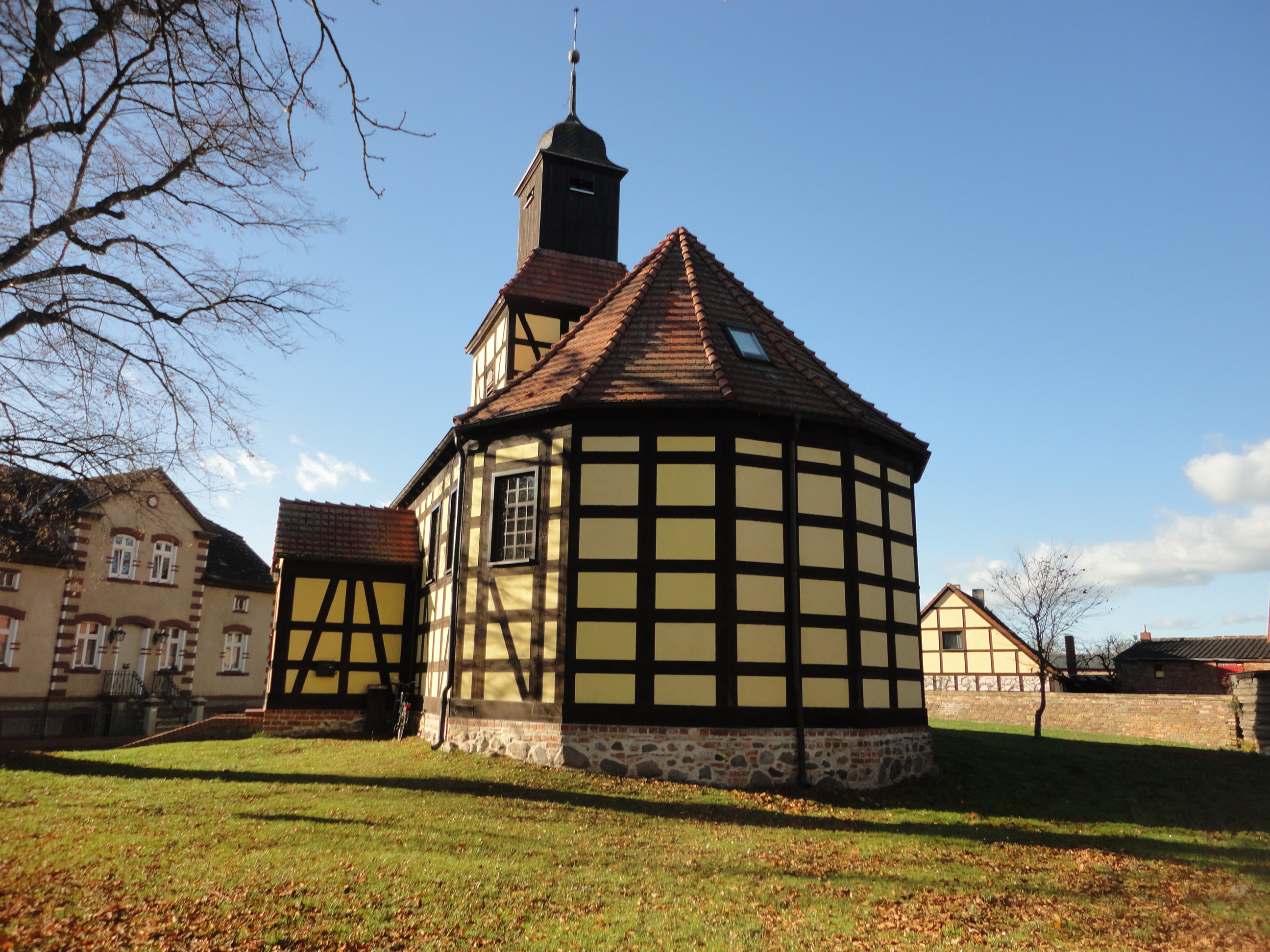
Sechseckiger Ostschluss der Dorfkirche Tuchen

Die Dorfkirche Klobbicke ist ein Feldsteinsaalbau mit eingezogenem Rechteckchor. Erbaut wurde das Sakralgebäude laut dem Brandenburgischen Landesamt für Denkmalpflege und Archäologischen Landesmuseum (BLDAM) zwischen den Jahren 1246 und 1255, Anfang des 15. Jahrhunderts wurde die Kirche um die Sakristei erweitert. Nach der Reformation wurde die Kirche evangelisch. Um das Jahr 1630 herum erfolgte eine umfassende Sanierung der Dorfkirche Klobbicke, dabei wurden die Fenster stichbogig verändert und das Südportal vermauert. Aus dieser Zeit stammt auch ein Großteil der Innenausstattung der Kirche, darunter der hölzerne zweigeschossige Altaraufsatz. Das hölzerne Tonnengewölbe wurde 1904 im Zuge einer weiteren Sanierung der Kirche erneuert. Ebenfalls in diesem Jahr erhielt die Kirche ihren neuromanischen Westturm mit Glockengeschoss.
Im Teilort Tuchen gab es ursprünglich ebenfalls eine Feldsteinkirche aus dem 13. Jahrhundert, diese wurde jedoch im Dreißigjährigen Krieg schwer beschädigt. Anfang des 18. Jahrhunderts erhielt das Dorf Tuchen vom Königreich Preußen finanzielle Unterstützung zum Wiederaufbau der Kirche, mit dem im Jahr 1711 begonnen wurde, 1718 war die Kirche fertig gestellt. Die heutige Dorfkirche Tuchen ist ein Fachwerkbau mit polygonalem Ostschluss und quadratischem Dachturm. 1856 erfolgten erste Instandsetzungsarbeiten an der Kirche, jedoch verfiel das Gebäude im Verlauf der Zeit so sehr, dass es 1973 geschlossen werden musste. Im Herbst 1990 stürzte das Kirchenschiff nach einem Windstoß zusammen. Die Kirchenruine wurde daraufhin abgerissen und ab 1991 in dreijähriger Bauzeit rekonstruiert. Am 14. Januar 1994 wurde die Dorfkirche neu eingeweiht.

## Einwohnerentwicklung

### Tuchen bis 1971
| Jahr | Einwohner |
| ---- | --------- |
| 1875 | 330       |
| 1890 | 293       |
| 1910 | 239       |

| Jahr | Einwohner |
| ---- | --------- |
| 1925 | 232       |
| 1939 | 227       |
| 1946 | 250       |

| Jahr | Einwohner |
| ---- | --------- |
| 1950 | 240       |
| 1964 | 183       |
| 1971 | 165       |

### Klobbicke bis 1971
| Jahr | Einwohner |
| ---- | --------- |
| 1875 | 439       |
| 1890 | 335       |
| 1910 | 315       |

| Jahr | Einwohner |
| ---- | --------- |
| 1925 | 307       |
| 1939 | 314       |
| 1946 | 363       |

| Jahr | Einwohner |
| ---- | --------- |
| 1950 | 350       |
| 1964 | 248       |
| 1971 | 246       |

### Tuchen-Klobbicke
| Jahr | Einwohner |
| ---- | --------- |
| 1981 | 359       |
| 1985 | 336       |
| 1989 | 311       |

| Jahr | Einwohner |
| ---- | --------- |
| 1992 | 324       |
| 1996 | 355       |

Gebietsstand des jeweiligen Jahres